# ستيفن دود
ستيفن دود (7 مارس 1770 - 22 مارس 1855) كان عمدة نيوارك بولاية نيوجيرزي من 1844 إلى 1845.